# Артельный (Свердловская область)

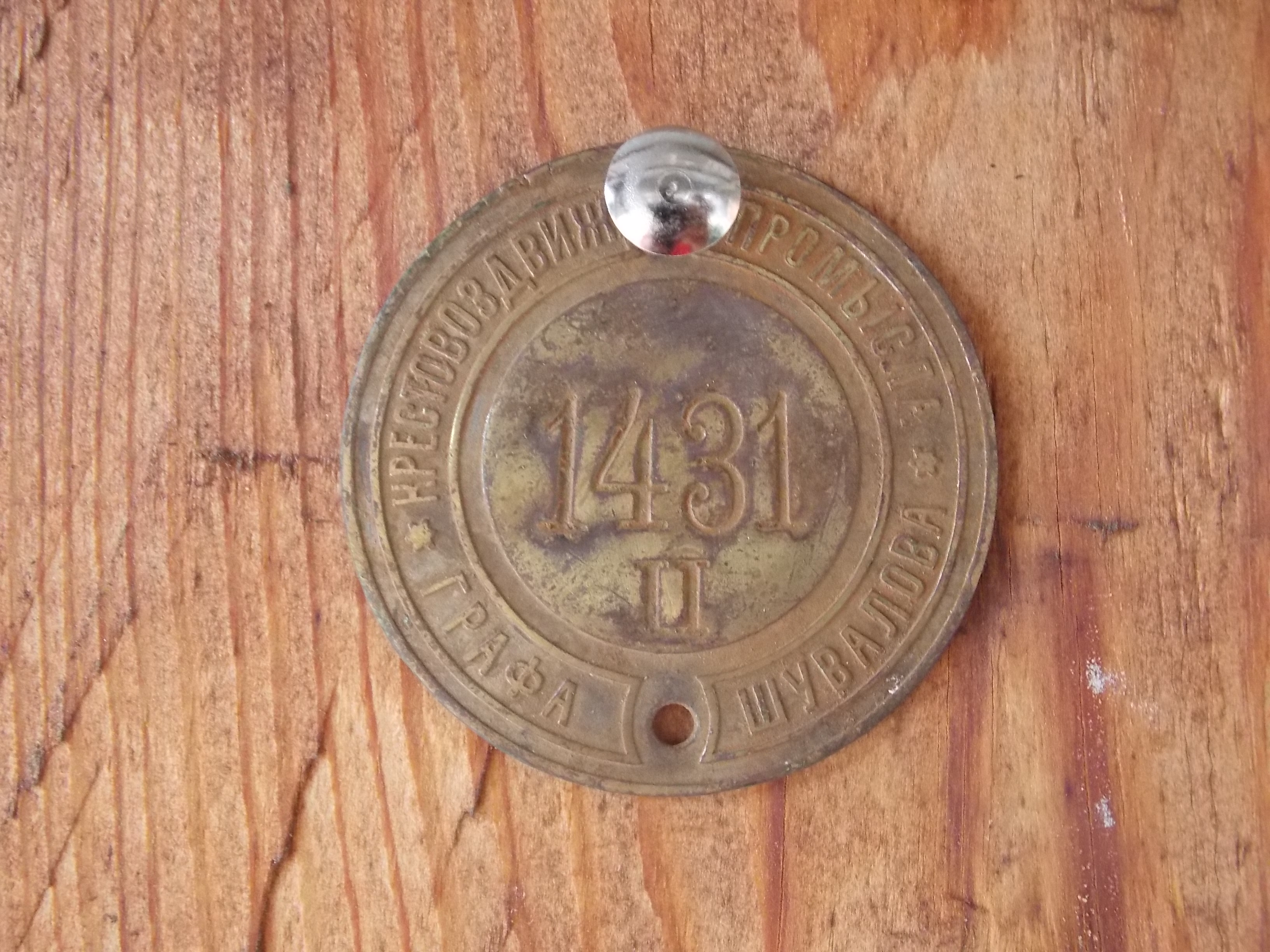
Жетон на участок разработки платины

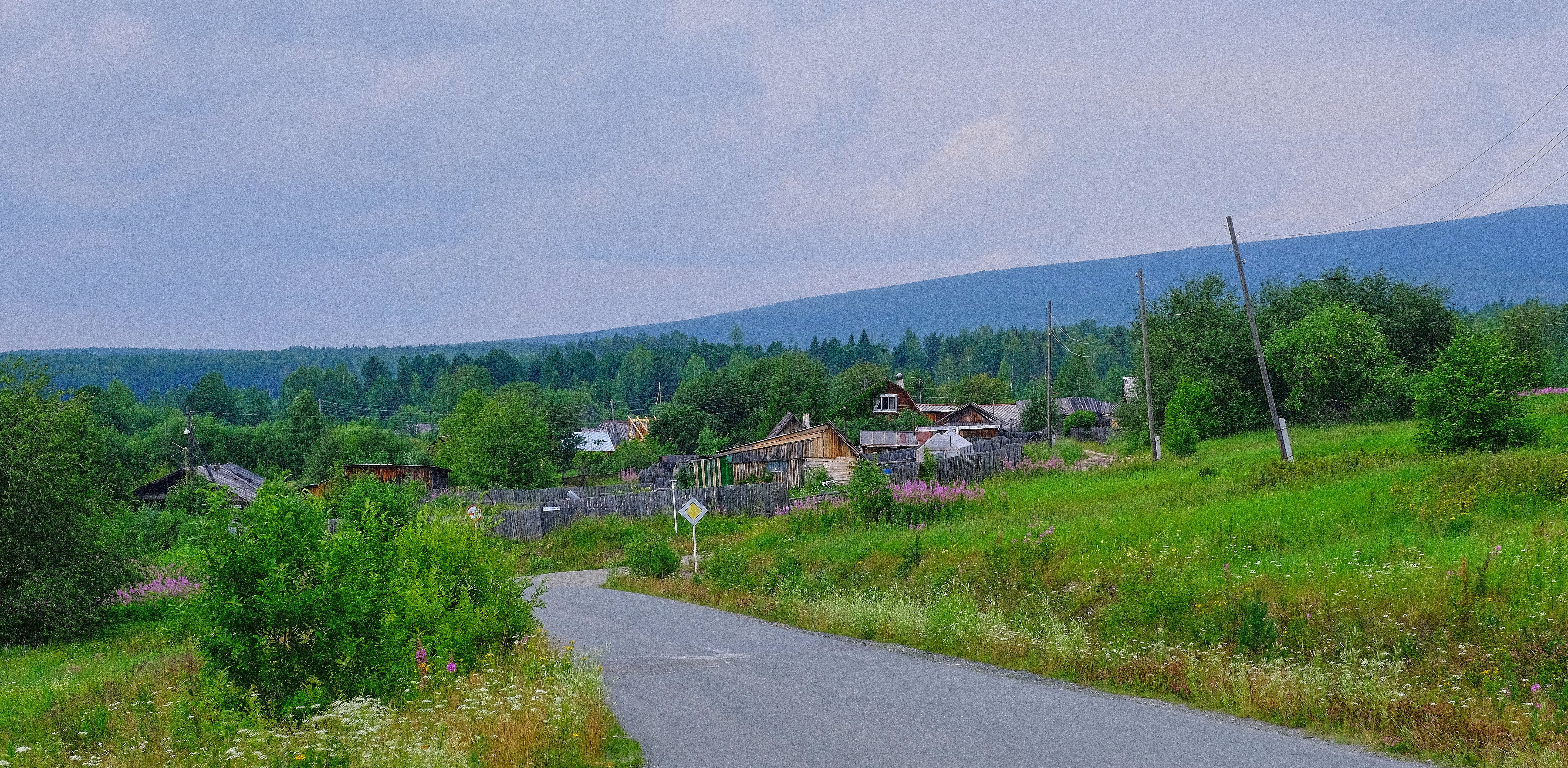
Жилые дома в Артельном

Арте́льный — посёлок в Нижнетуринском муниципальном округе Свердловской области России.

## Географическое положение
Посёлок Артельный расположен в 30 километрах (по дороге в 37 километрах) к северо-западу от города Нижней Туры, на левом берегу реки Ис (левого притока Туры), напротив устья реки Шумихи.

## История посёлка
Посёлок Артельный основан в 1825 году. Поселение входило в состав Верхотурского уезда Пермской губернии. Первыми поселенцами были вогулы и татары.
Руководство приисками осуществлялось из управления Крестовоздвиженского округа. Управляющий француз Перрэ Л. Я. Рабочая сила на прииски завезена из Пермской и Вятской губерний, а также из близлежащих населённых пунктов: Бисера, Пышмы, Лысьвы и других. Когда в посёлок приезжал управляющий, улицы тщательно подметали. Его жена имела обыкновение по утрам выходить на широкое крыльцо дома и разбрасывать мелкие деньги, люди бросались в драку, а дама с интересом наблюдала за этим. Вечером на площади поселка выставлялась бочка вина и мужикам подносили чарку. Управляющий иногда давал балы, на которые собиралась вся местная знать. Жена его собирала с гостей деньги и использовала их на обучение бедных детей.
Все прииски входили в так называемый Крестовоздвиженский платиновый округ графа Шувалова.
Здесь была сосредоточена администрация для управления окрест лежащих приисков. В селении контора, церковь, земское училище, фельдшерский пункт, две торговых лавки. Кабаков акционерная компания на свои прииски не допускает, вследствие чего браговарение и самогоноварение в селении развито сильно.
В посёлке было две кузницы и плотничная мастерская. В 1908 году в посёлке было 80 дворов и казарм, проживало 618 человек. В 1928 году построен приемный пункт по приему платины. До революции старателями руководил штейгер, у него в качестве помощников двенадцать человек баночников, наблюдавших за сполоском, они же вели ежедневный сбор платины в банки и табель выхода на работу старателей. По этому «листку» выдавали хлеб и продукты, которые без подписи баночника не отоваривались.
Каждый баночник имел свой участок. Позднее баночников отменили и старатели металл стали сдавать в кассу сами. За металл получали боны, ходившие на равне с государственными денежными знаками. Старатели объединялись в небольшие артели, место искали сами, но с раз решения штейгера, который выдавал билет. Позднее в поселке был построен специальный магазин — золотоскупка.
С 1932 года эти магазины во всей золото-платиновой промышленности сменили свое название и стали называться торгсинами (торговля с иностранцами на золото). Цены на товары были сравнительно дешевле. Цель торгсинов — выкачать, хранившиеся у жителей, золото, платину и серебро. Так как цены были дешевле, а выбор товаров большой, металл несли, сдавать его не боялись и приносили даже по ночам. Принимали не спрашивая, где взял, даже если оно было ворованное, так как очень нужен был государству.
К середине двадцатого века поселок, в связи со строительством и началом работы драг, сильно разросся, появился клуб. К концу века запасы драгоценных металлов иссякли, Артельный превратился в обычный дачный посёлок.

## Население
| 2002 | 2010 | 2021 |
| ---- | ---- | ---- |
| 20   | ↘12  | ↘1   |